# Pedicularis latibracteata
Pedicularis latibracteata är en snyltrotsväxtart som beskrevs av Takasi Takashi Yamazaki. Pedicularis latibracteata ingår i släktet spiror, och familjen snyltrotsväxter. Inga underarter finns listade i Catalogue of Life.